# Serie A 1969 (hockey su pista)
La Serie A 1969 è stata la 46ª edizione (la 20ª a girone unico), del torneo di primo livello del campionato italiano di hockey su pista. La competizione ha avuto inizio il 17 maggio e si è conclusa il 4 ottobre 1969.
Lo scudetto è stato conquistato dal Novara per la tredicesima volta nella sua storia.

## Stagione

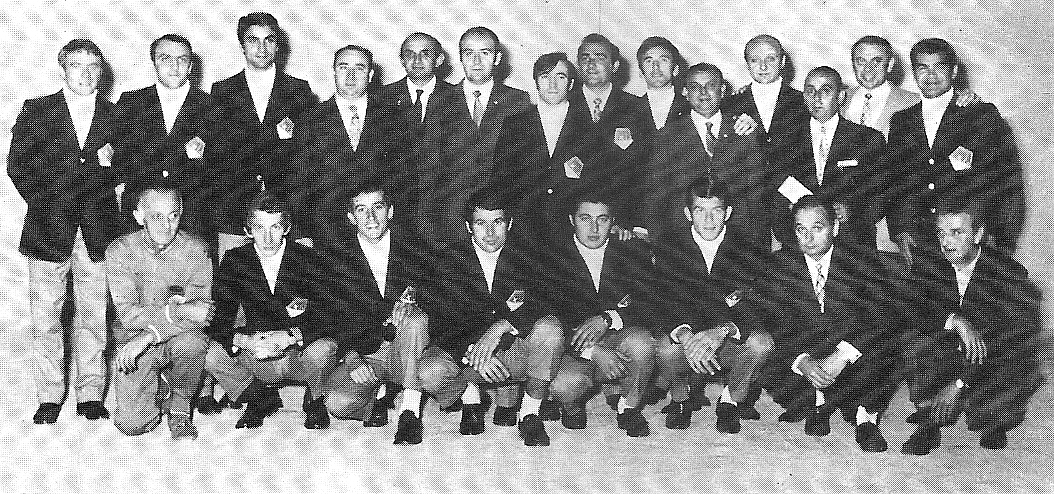
Giocatori, dirigenti e tecnici dell'Hockey Novara festeggiano il 13º scudetto del 1969, giunto dopo dieci anni dall'ultimo.

### Novità
A prendere il testimone del Bassano e dell'Oderzo retrocesse in serie B vi furono, vincendo il campionato cadetto, due squadre all'esordio in serie A: l'SC Follonica e il Trissino. Al torneo parteciparono: Amatori Modena, Monza, DLF Trieste, Laverda Breganze, Marzotto Valdagno, Novara, Pro Follonica, Triestina e appunto l'SC Follonica e il Trissino.

### Formula
La formula del campionato fu la stessa della stagione precedente; la manifestazione fu organizzata con un girone all'italiana, con gare di andata e ritorno per un totale di 18 giornate: erano assegnati 2 punti per l'incontro vinto e un punto a testa per l'incontro pareggiato, mentre non ne era attribuito alcuno per la sconfitta. Al termine del campionato la prima squadra classificata venne proclamata campione d'Italia mentre la nona e la decima classificata retrocedettero in serie B.

### Avvenimenti
Il campionato iniziò il 17 maggio e si concluse il 4 ottobre 1969. Il torneo vide l'inizio dell'egemonia del Novara. Il club piemontese riuscirà nell'impresa di vincere sette titoli consecutivi (record ancora imbattuto) e quattro coppe Italia e raggiungendo per due volte la finale della Coppa dei Campioni senza riuscire tuttavia a portare il trofeo in Italia. La squadra che cercò di resistere ai novaresi nel stagione del 1969 fu il Laverda Breganze che tra la quinta e la sesta giornata si portò in testa al torneo in solitaria; la sconfitta però subita in Piemonte spianò la strada agli azzurri di Novara che infilando tredici vittorie di fila vinsero il loro tredicesimo scudetto centrato a due giornate dalla conclusione del campionato. Da segnalare che il Novara ingaggiò a partire dal girone di ritorno il forte esterno della nazionale olandese Robert Olthoff; dopo aver conquistato cinque titoli con il Residentie, Olthoff nel 1969 passò appunto al Novara grazie al presidente Santino Tarantola e al tecnico Ferruccio Panagini. Il giocatore fu il primo straniero del campionato italiano di hockey pista. Vincendo il titolo il Novara si qualificò per la Coppa dei Campioni. A retrocedere in serie B furono il Trissino e il DLF Trieste che perse lo spareggio salvezza giocato a Bologna contro l'SC Follonica. Renzo Zaffinetti del Novara segnando 39 reti vinse per la quinta e ultima volta la classifica dei cannonieri.

## Squadre partecipanti
| Club              | Stagione | Città          | Impianto                         | Stagione precedente              |
| ----------------- | -------- | -------------- | -------------------------------- | -------------------------------- |
| Amatori Modena    | dettagli | Modena         | Pista da ballo del Rifugio Verde | 7º in Serie A                    |
| Monza             | dettagli | Monza (MI)     | Pista di via Boccaccio           | 1º in Serie A, campione d'Italia |
| DLF Trieste       | dettagli | Trieste        | Pista di Viale Miramare          | 5º in Serie A                    |
| Laverda Breganze  | dettagli | Breganze (VI)  | ?                                | 3º in Serie A                    |
| Marzotto Valdagno | dettagli | Valdagno (VI)  | Pista Cavalchina                 | 6º in Serie A                    |
| Novara            | dettagli | Novara         | Pista in viale Buonarroti        | 2º in Serie A                    |
| Pro Follonica     | dettagli | Follonica (GR) | ?                                | 8º in Serie A                    |
| SC Follonica      | n.d.     | Follonica (GR) | ?                                | In Serie B, promosso             |
| Triestina         | dettagli | Trieste        | Pista di Viale Miramare          | 4º in Serie A                    |
| Trissino          | dettagli | Trissino (VI)  | ?                                | In Serie B, promosso             |

### Allenatori e primatisti
| Squadra           | Allenatore         | Cannoniere                 |
| ----------------- | ------------------ | -------------------------- |
| Amatori Modena    |                    |                            |
| Monza             |                    |                            |
| DLF Trieste       |                    |                            |
| Laverda Breganze  |                    |                            |
| Marzotto Valdagno |                    |                            |
| Novara            | Ferruccio Panagini | Renzo Zaffinetti (39 reti) |
| Pro Follonica     |                    |                            |
| SC Follonica      |                    |                            |
| Triestina         |                    |                            |
| Trissino          |                    |                            |

## Risultati
| Andata (1ª) | Andata (1ª) | Prima giornata               | Ritorno (10ª) | Ritorno (10ª) |
|             |             |                              |               |               |
| 17 mag.     | 2-5         | DLF Trieste-Laverda Breganze | 2-6           | 19 lug.       |
| 17 mag.     | 4-1         | Amatori Modena-Triestina     | 0-1           | 19 lug.       |
| 17 mag.     | 4-9         | Marzotto Valdagno-Novara     | 1-10          | 19 lug.       |
| 17 mag.     | 4-4         | Pro Follonica-Candy Monza    | 2-3           | 19 lug.       |
| 17 mag.     | 2-2         | Trissino-SC Follonica        | 1-4           | 19 lug.       |

| Andata (2ª) | Andata (2ª) | Seconda giornata                | Ritorno (11ª) | Ritorno (11ª) |
|             |             |                                 |               |               |
| 24 mag.     | 3-0         | Candy Monza-SC Follonica        | 1-2           | 26 lug.       |
| 24 mag.     | 7-3         | Novara-DLF Trieste              | 14-0          | 26 lug.       |
| 24 mag.     | 3-1         | Pro Follonica-Marzotto Valdagno | 5-10          | 26 lug.       |
| 24 mag.     | 1-1         | Triestina-Laverda Breganze      | 1-6           | 26 lug.       |
| 24 mag.     | 3-6         | Trissino-Amatori Modena         | 1-7           | 26 lug.       |

| Andata (3ª) | Andata (3ª) | Terza giornata                 | Ritorno (12ª) | Ritorno (12ª) |
|             |             |                                |               |               |
| 31 mag.     | 10-2        | DLF Trieste-Trissino           | 7-3           | 2 ago.        |
| 31 mag.     | 4-4         | SC Follonica-Triestina         | 1-4           | 2 ago.        |
| 31 mag.     | 2-2         | Amatori Modena-Novara          | 1-4           | 2 ago.        |
| 31 mag.     | 5-2         | Laverda Breganze-Pro Follonica | 6-1           | 2 ago.        |
| 31 mag.     | 0-5         | Marzotto Valdagno-Candy Monza  | 1-2           | 2 ago.        |

| Andata (4ª) | Andata (4ª) | Quarta giornata                 | Ritorno (13ª) | Ritorno (13ª) |
|             |             |                                 |               |               |
| 7 giu.      | 5-0         | Laverda Breganze-Amatori Modena | 1-2           | 23 ago.       |
| 7 giu.      | 7-1         | Novara-Candy Monza              | 5-3           | 23 ago.       |
| 7 giu.      | 4-2         | Pro Follonica-SC Follonica      | 5-4           | 23 ago.       |
| 7 giu.      | 3-2         | Trissino-Marzotto Valdagno      | 3-4           | 23 ago.       |
| 7 giu.      | 6-2         | Triestina-DLF Trieste           | 3-3           | 23 ago.       |

| Andata (5ª) | Andata (5ª) | Quinta giornata               | Ritorno (14ª) | Ritorno (14ª) |
|             |             |                               |               |               |
| 14 giu.     | 7-2         | Candy Monza-Trissino          | 7-4           | 30 ago.       |
| 14 giu.     | 1-5         | SC Follonica-Laverda Breganze | 0-7           | 30 ago.       |
| 14 giu.     | 8-1         | Amatori Modena-Pro Follonica  | 1-1           | 30 ago.       |
| 14 giu.     | 8-1         | Marzotto Valdagno-DLF Trieste | 1-3           | 30 ago.       |
| 14 giu.     | 7-3         | Triestina-Novara              | 0-5           | 30 ago.       |

| Andata (6ª) | Andata (6ª) | Sesta giornata                     | Ritorno (15ª) | Ritorno (15ª) |
|             |             |                                    |               |               |
| 21 giu.     | 2-4         | Candy Monza-Amatori Modena         | 2-4           | 6 set.        |
| 21 giu.     | 3-3         | DLF Trieste-Pro Follonica          | 3-7           | 6 set.        |
| 21 giu.     | 5-12        | SC Follonica-Novara                | 1-8           | 6 set.        |
| 21 giu.     | 2-2         | Laverda Breganze-Marzotto Valdagno | 0-2           | 6 set.        |
| 21 giu.     | 1-2         | Trissino-Triestina                 | 1-6           | 6 set.        |

| Andata (7ª) | Andata (7ª) | Settima giornata            | Ritorno (16ª) | Ritorno (16ª) |
|             |             |                             |               |               |
| 28 giu.     | 1-4         | DLF Trieste-Candy Monza     | 1-6           | 20 set.       |
| 28 giu.     | 6-1         | Amatori Modena-SC Follonica | 4-2           | 20 set.       |
| 28 giu.     | 2-0         | Marzotto Valdagno-Triestina | 1-4           | 20 set.       |
| 28 giu.     | 5-0         | Novara-Laverda Breganze     | 4-3           | 20 set.       |
| 28 giu.     | 6-2         | Pro Follonica-Trissino      | 2-3           | 20 set.       |

| Andata (8ª) | Andata (8ª) | Ottava giornata                  | Ritorno (17ª) | Ritorno (17ª) |
|             |             |                                  |               |               |
| 5 lug.      | 1-6         | SC Follonica-DLF Trieste         | 4-2           | 27 set.       |
| 5 lug.      | 4-4         | Amatori Modena-Marzotto Valdagno | 1-3           | 27 set.       |
| 5 lug.      | 5-1         | Laverda Breganze-Candy Monza     | 3-3           | 27 set.       |
| 5 lug.      | 9-2         | Novara-Trissino                  | 13-0          | 27 set.       |
| 5 lug.      | 4-0         | Triestina-Pro Follonica          | 5-0           | 27 set.       |

| \| Andata (9ª) \| Andata (9ª) \| Nona giornata \| Ritorno (18ª) \| Ritorno (18ª) \| \| \| \| \| \| \| \| 12 lug. \| 3-1 \| Candy Monza-Triestina \| 1-2 \| 4 ott. \| \| 12 lug. \| 2-8 \| DLF Trieste-Amatori Modena \| 2-5 \| 4 ott. \| \| 12 lug. \| 6-3 \| Marzotto Valdagno-SC Follonica \| 0-4 \| 4 ott. \| \| 12 lug. \| 1-2 \| Pro Follonica-Novara \| 1-8 \| 4 ott. \| \| 12 lug. \| 1-5 \| Trissino-Laverda Breganze \| 1-6 \| 4 ott. \| |             |                                |               |               |
| Andata (9ª) | Andata (9ª) | Nona giornata                  | Ritorno (18ª) | Ritorno (18ª) |
| |             |                                |               |               |
| 12 lug. | 3-1         | Candy Monza-Triestina          | 1-2           | 4 ott.        |
| 12 lug. | 2-8         | DLF Trieste-Amatori Modena     | 2-5           | 4 ott.        |
| 12 lug. | 6-3         | Marzotto Valdagno-SC Follonica | 0-4           | 4 ott.        |
| 12 lug. | 1-2         | Pro Follonica-Novara           | 1-8           | 4 ott.        |
| 12 lug. | 1-5         | Trissino-Laverda Breganze      | 1-6           | 4 ott.        |

## Classifica finale
|  | Pos. | Squadra           | Pt | G  | V  | N | P  | GF  | GS  | DR  |
|  | ---- | ----------------- | -- | -- | -- | - | -- | --- | --- | --- |
|  | 1.   | Novara            | 33 | 18 | 16 | 1 | 1  | 127 | 35  | +92 |
|  | 2.   | Laverda Breganze  | 25 | 18 | 11 | 3 | 4  | 71  | 31  | +40 |
|  | 3.   | Amatori Modena    | 25 | 18 | 11 | 3 | 4  | 67  | 38  | +29 |
|  | 4.   | Triestina         | 23 | 18 | 10 | 3 | 5  | 51  | 40  | +11 |
|  | 5.   | Monza             | 20 | 18 | 9  | 2 | 7  | 58  | 48  | +10 |
|  | 6.   | Marzotto Valdagno | 16 | 18 | 7  | 2 | 9  | 48  | 63  | -15 |
|  | 7.   | Pro Follonica     | 13 | 18 | 5  | 3 | 10 | 48  | 74  | -26 |
|  | 8.   | SC Follonica      | 10 | 18 | 4  | 2 | 12 | 41  | 80  | -39 |
|  | 9.   | DLF Trieste       | 10 | 18 | 4  | 2 | 12 | 54  | 89  | -35 |
|  | 10.  | Trissino          | 5  | 18 | 2  | 1 | 15 | 37  | 104 | -67 |

Legenda:
      Campione d'Italia e qualificato in Coppa dei Campioni 1969-1970
  Vincitore della Coppa Italia 1969.
      Retrocessa in Serie B.
Note:
Due punti a vittoria, uno a pareggio, zero a sconfitta.
Il Laverda Breganze prevale sull'Amatori Modena in virtù della migliore differenza negli scontri diretti.
L'SC Follonica salvo dopo aver vinto lo spareggio salvezza contro il DLF Trieste.

## Spareggio salvezza
| Arbitro: | Rossi (Modena) |

|                                                                      |            |                                                                   |
| Gregori 49'00"                                                       | Marcatori  | 40'00" 49'30" Villa 43'25" Galati 44'40" Boscaglia                |
| Bissoli Busechian Fonzari Gregori B. Martellani Mora Roselli Scieghi | Formazioni | Aloisi Balestri Boscaglia Galati Micheli Migliorini Villa Villani |

## Verdetti
| Verdetto                          | Club                 |
| --------------------------------- | -------------------- |
| Campione d'Italia 1969            | Novara (13º titolo)  |
| Qualificato in Coppa dei Campioni | Novara               |
| Retrocesse in Serie B             | DLF Trieste Trissino |

### Squadra campione
| N° | Naz.                   | Ruolo | Sportivo          |  |  |  |
| -- | ---------------------- | ----- | ----------------- |  |  |  |
| ?  | Italia (bandiera)      | E     | Gianpietro Aina   |  |  |  |
| ?  | Italia (bandiera)      | E     | Pierluigi Colombo |  |  |  |
| ?  | Italia (bandiera)      | E     | Daniele Maderna   |  |  |  |
| ?  | Italia (bandiera)      | E     | Erasmo Marcon     |  |  |  |
| ?  | Italia (bandiera)      | P     | Maremma           |  |  |  |
| ?  | Italia (bandiera)      | E     | Franco Mora       |  |  |  |
| ?  | Paesi Bassi (bandiera) | E     | Robert Olthoff    |  |  |  |
| ?  | Italia (bandiera)      | P     | Mario Romussi     |  |  |  |
| ?  | Italia (bandiera)      | E     | Renzo Zaffinetti  |  |  |  |

- Allenatore:  Ferruccio Panagini

## Statistiche del torneo

### Capoliste solitarie
|    | —— | —— | —— | ——   | ——   | —— | ——     | ——     | ——     | ——     | ——     | ——     | ——     | ——     | ——     | ——     | ——     | —— |  |
|    |    |    |    | Bre. | Bre. |    | Novara | Novara | Novara | Novara | Novara | Novara | Novara | Novara | Novara | Novara | Novara |    |  |
|    |    |    |    |      |      |    |        |        |        |        |        |        |        |        |        |        |        |    |  |
|    |    |    |    |      |      |    |        |        |        |        |        |        |        |        |        |        |        |    |  |
| 1ª | 2ª | 3ª | 4ª | 5ª   | 6ª   | 7ª | 8ª     | 9ª     | 10ª    | 11ª    | 12ª    | 13ª    | 14ª    | 15ª    | 16ª    | 17ª    | 18ª    |    |  |

### Classifica in divenire
|                   | 1ª | 2ª | 3ª | 4ª | 5ª | 6ª | 7ª | 8ª | 9ª | 10ª | 11ª | 12ª | 13ª | 14ª | 15ª | 16ª | 17ª | 18ª |
| ----------------- | -- | -- | -- | -- | -- | -- | -- | -- | -- | --- | --- | --- | --- | --- | --- | --- | --- | --- |
| Amatori Modena    | 2  | 4  | 5  | 5  | 7  | 9  | 11 | 12 | 14 | 14  | 16  | 16  | 18  | 19  | 21  | 23  | 23  | 25  |
| Monza             | 1  | 3  | 5  | 5  | 7  | 7  | 9  | 9  | 11 | 13  | 13  | 15  | 15  | 17  | 17  | 19  | 20  | 20  |
| DLF Trieste       | 0  | 0  | 2  | 2  | 2  | 3  | 3  | 5  | 5  | 5   | 5   | 7   | 8   | 10  | 10  | 10  | 10  | 10  |
| Laverda Breganze  | 2  | 3  | 5  | 7  | 9  | 10 | 10 | 12 | 14 | 16  | 18  | 20  | 20  | 22  | 22  | 22  | 23  | 25  |
| Marzotto Valdagno | 0  | 0  | 0  | 0  | 2  | 3  | 5  | 6  | 8  | 8   | 10  | 10  | 12  | 12  | 14  | 14  | 16  | 16  |
| Novara            | 2  | 4  | 5  | 7  | 7  | 9  | 11 | 13 | 15 | 17  | 19  | 21  | 23  | 25  | 27  | 29  | 31  | 33  |
| Pro Follonica     | 1  | 3  | 3  | 5  | 5  | 6  | 8  | 8  | 8  | 8   | 8   | 8   | 10  | 11  | 13  | 13  | 13  | 13  |
| SC Follonica      | 1  | 1  | 2  | 2  | 2  | 2  | 2  | 2  | 2  | 4   | 6   | 6   | 6   | 6   | 6   | 6   | 8   | 10  |
| Triestina         | 0  | 1  | 2  | 4  | 6  | 8  | 8  | 10 | 10 | 12  | 12  | 14  | 15  | 15  | 17  | 19  | 21  | 23  |
| Trissino          | 1  | 1  | 1  | 3  | 3  | 3  | 3  | 3  | 3  | 3   | 3   | 3   | 3   | 3   | 3   | 5   | 5   | 5   |

### Record squadre
- Maggior numero di vittorie: Novara (16)
- Minor numero di vittorie: Trissino (2)
- Maggior numero di pareggi: Amatori Modena, Laverda Breganze, Pro Follonica e Triestina (3)
- Minor numero di pareggi: Novara e Trissino (1)
- Maggior numero di sconfitte: Trissino (15)
- Minor numero di sconfitte: Novara (1)
- Miglior attacco: Novara (127 reti realizzate)
- Peggior attacco: Trissino (37 reti realizzate)
- Miglior difesa: Laverda Breganze (31 reti subite)
- Peggior difesa: Trissino (104 reti subite)
- Miglior differenza reti: Novara (+92)
- Peggior differenza reti: Trissino (-67)

### Classifica cannonieri
| Gol |  |  | Giocatore        | Squadra |
| --- |  |  | ---------------- | ------- |
| 39  |  |  | Renzo Zaffinetti | Novara  |